# Melba Roy Mouton
Melba Roy Mouton   (Fairfax, 1 de gener de 1929 - Silver Spring, 25 de juny de 1990) va ser una dona afroamericana nomenada Cap Ajudant del Research Program de la Trajectory and Geodynamics Division de la NASA en la dècada de 1960, encapçalant un grup de dones matemàtiques o "computers" de la NASA. Començant com a matemàtica, va passar a ser la Cap del programa del Projecte Echo, i va treballar fins a arribar a ser Cap de Programadors d'Ordinador i més tard Cap de la Secció de Producció de Programes del Centre de vol espacial Goddard.

## Biografia
Mouton Va néixer a Fairfax, Virginia filla de Rhodie i Edna Chloe. Es va graduar a la Universitat d'Howard el 1950 amb un grau de Master en matemàtiques. Va començar a treballar per a la NASA el 1959 després d'haver treballat pel Army Map Service i l'Agència de Cens. Durant el seu temps en la NASA, no només va supervisar el seguiment dels satèl·lits Echo, sinó que també va contribuir amb seminaris sobre el llenguatge de programació APL i en articles publicats per la NASA sobre la documentació de codis informàtics.
Va tenir també un lloc destacat en una notícia centrada en la diversitat de la NASA en l'entorn afroamericà al costat de les seves altres col·legues afroamericanes. A la NASA, va rebre un "Apollo Achievement Award" (Premi de Consecució Apol·lo) i un "Exceptional Performance Award" (Premi al Rendiment Excepcional). Es va retirar el 1973.
Mouton Va tenir tres fills i va estar casada dues vegades, primer amb Wardell Roy i més tard amb Webster Mouton. Va morir a Silver Spring, Maryland el 25 de juny de 1990 d'un tumor cerebral quan només tenia 61 anys.